# Гонска, Надин
Надин Гонска (нем. Nadine Gonska; род. 23 января 1990 года, Дуйсбург, Северный Рейн-Вестфалия, Германия) — немецкая легкоатлетка, специализирующаяся в беге на короткие дистанции. Бронзовый призёр чемпионата мира по эстафетам 2015. Участница Олимпиады 2016 года в Рио-де-Жанейро. Трёхкратная чемпионка Германии в эстафете 4×100 м (2013, 2014, 2016).

## Биография и карьера
Начала заниматься лёгкой атлетикой в 7 лет. Тренировалась в прыжках в длину до 2011 года, когда перешла в клуб MTG Mannheim, где попала в эстафетную команду. Училась в педагогическом университете Гейдельберга.
В 2014 году на чемпионате Европы в Цюрихе была запасной. Дебютировала на международных соревнованиях в 2015 году. Многократный призёр чемпионатов Германии на открытом воздухе и в помещениях. 

## Основные результаты

### Международные
| Год  | Соревнования                | Место проведения          | Место   | Дистанция | Результат |
| ---- | --------------------------- | ------------------------- | ------- | --------- | --------- |
| 2015 | Чемпионат мира по эстафетам | Нассау, Багамские острова | 3       | 4x200 м   | 1:33,61   |
| 2016 | Чемпионат Европы            | Амстердам, Нидерланды     | 12 (sf) | 200 м     | 23,24     |
| 2016 | Летние Олимпийские игры     | Рио-де-Жанейро, Бразилия  | 31 (h)  | 200 м     | 23,03     |

### Национальные
- 1 место DM 2016 (4 x 100 м)
- 3 место DM 2016 (200 м)
- 3 место DM-Halle 2016 (60 м)
- 2 место DM-Halle 2015 (200 м)
- 1 место DM 2014 (4 x 100 м)
- 2 место DM 2014 (200 м)
- 2 место DM-Halle 2014 (200 м)
- 1 место DM 2013 (4 x 100 м)
- 3 место DM 2013 (200 м)
- 8 место DM-U23 2012 (100 м)
- 8 место DM-U23 2012 (200 м)
- 2 место DM 2012 (4 x 100 м)